# Valami Amerika (film)
A Valami Amerika 2002-ben bemutatott magyar filmvígjáték, melyet Herendi Gábor írt és rendezett. A főbb szerepekben Szervét Tibor, Pindroch Csaba, Szabó Győző, Ónodi Eszter, Hujber Ferenc és Oroszlán Szonja látható. Magyarországon 2002. január 31-én mutatták be a mozikban a Budapest Film forgalmazásában. Két folytatás követte: a Valami Amerika 2. (2008) és a Valami Amerika 3. (2018).

## Cselekmény
Egy amerikai producer, Alex Brubeck (Szervét Tibor) Magyarországra érkezik. A magyar reklámfilmes rendezőnek, Tamásnak (Pindroch Csaba) nagy lehetőséget jelent Alex érkezése, ugyanis így elkészítheti régóta tervezett első filmjét. Tamás bátyját, Ákost (Szabó Győző) és öccsét, Andrást (Hujber Ferenc) hívja segítségül, hogy elszórakoztassák a producert, hátha sikerül megnyerniük őt a film támogatására. Alex azt ígéri, beszáll a produkcióba a szükséges pénz felével, a másik hatvanmillió forintot viszont Tamáséknak kell megszerezniük.

## Szereplők
- Szervét Tibor – Alex Brubeck (Mikó Antal)
- Pindroch Csaba –  Várnai Tamás
- Szabó Győző – Várnai Ákos
- Ónodi Eszter – Eszter
- Oroszlán Szonja – Timi
- Hujber Ferenc – Várnai András
- Schütz Ila – Terka néni
- Görög László – fodrász
- Reviczky Gábor – rendőr
- Kapácsy Miklós – rendőr

## Nézettség
A nézettségi adatok szerint 529 187 jegyet adtak el rá, így az 1990 utáni magyar filmgyártás negyedik legnézettebb alkotása lett.

## Díjak
A film 2009-ben közönségdíjas lett a Comedy Cluj fesztiválon!